# Limba birmană
Limba birmană (မြန်မာဘာသာ, MLCTS: myanma bhasa, [bəmà bàðà]; mai rar cunoscută ca și birmaneză) este o limbă sino-tibetană și limba oficială a Birmaniei.